# رنه سیمونسن
رنه سیمونسن (دانمارکی: Renée Simonsen؛ زادهٔ ۱۲ مهٔ ۱۹۶۵) سوپرمدل پیشین، نویسنده ادبیات کودک و روان‌شناس اهل دانمارک است.
از فیلم‌ها یا برنامه‌های تلویزیونی که وی در آن نقش داشته‌است می‌توان به چیزی زیر لباس نیست اشاره کرد.